# Prudnik
Prudnik (uitspraak: [ˈprudɲik]) (Duits: Neustadt in Oberschlesien) is een stad in de Poolse woiwodschap Opole, gelegen in de powiat Prudnicki. De oppervlakte bedraagt 20,50 km², het inwonertal 23.376 (2005).

## Geschiedenis
Gedurende de Zevenjarige Oorlog was Prudnik het toneel van een bloedige aanslag op de Pruisen die de stad uitmarcheerden.

## Geboren
- Felice Bauer (1887–1960), eerste verloofde van Franz Kafka
- Hellmuth Reymann (1892–1988), officier
- Krzysztof Szafrański (1972), voormalig wielrenner

## Partnersteden
Prudnik onderhoudt jumelages met Bohumín (Tsjechië), Krnov (Tsjechië), Nadvirna (Oekraïne), Northeim (Duitsland) en San Giustino (Italië).

## Verkeer en vervoer
- Station Prudnik

## Gerelateerde artikelen
- ZPB „Frotex”